# Coppa Italia di beach rugby
La Coppa Italia di beach rugby è una competizione nata nel 2017 per volere della LIBS e della FIR.

## Formato
Sono otto i club per la competizione maschile e quattro per la femminile che si sono qualificati dalle finali scudetto del precedente anno.
Le squadre si affrontano in una competizione prima a gironi con le prime due che si giocheranno semifinali e finale, per la competizione maschile, e direttamente la finale per quella femminile.
Le vincenti dei rispettivi tornei saranno di diritto qualificate alle finali scudetto dello stesso anno.

## Albo d'oro

### Maschile
| Stagione | Sede      | Campione     | Secondo posto |
| -------- | --------- | ------------ | ------------- |
| 2017     | Ostia     | Padova Beach | Crazy Crabs   |
| 2018     | Terracina | Crazy Crabs  | Belli Dentro  |
| 2019     | Napoli    | The Rockets  | Belli Dentro  |

### Femminile
| Stagione | Sede      | Campione      | Secondo posto |
| -------- | --------- | ------------- | ------------- |
| 2017     | Ostia     | Spavalde      | Sabbie Mobili |
| 2018     | Terracina | Sabbie Mobili | Spavalde      |
| 2019     | Napoli    | Spavalde      | Sabbie Mobili |

## Statistiche

### Edizioni vinte e secondi posti per squadra

#### Maschile[4]
| Squadra      | Vittorie | Secondi posti | Anni vittorie | Anni secondi posti |
| ------------ | -------- | ------------- | ------------- | ------------------ |
| Crazy Crabs  | 1        | 1             | 2018          | 2017               |
| The Rockets  | 1        | 0             | 2019          | -                  |
| Padova Beach | 1        | 0             | 2017          | -                  |
| Belli Dentro | 0        | 2             | -             | 2018, 2019         |

### Edizioni vinte e secondi posti per squadra

#### Femminile[4]
| Squadra       | Vittorie | Secondi posti | Anni vittorie | Anni secondi posti |
| ------------- | -------- | ------------- | ------------- | ------------------ |
| Spavalde      | 2        | 1             | 2017, 2019    | 2018               |
| Sabbie Mobili | 1        | 2             | 2018          | 2017, 2019         |